# Orapa
Orapa é uma cidade localizada no Distrito Central em Botswana que possuía uma população estimada de 9 531 habitantes em 2011. É um dos distritos urbanos do país e é governada por seu Conselho Municipal. É onde se encontra a mina de diamantes Orapa, a mina que bateu o recorde anual de produção de diamantes em 2006.